# Mildred Downey Broxon
Mildred Downey Broxon (geboren am 7. Juni 1944 in Atlanta, Georgia) ist eine US-amerikanische Fantasy-Autorin.

## Leben
Broxon wurde in Atlanta geboren und wuchs in Brasilien auf. Sie studierte Psychologie und arbeitete als Hilfslehrerin für geistig Behinderte und als Krankenschwester in der psychiatrischen Abteilung eines Krankenhauses. 1972 war sie Teilnehmerin des Clarion Workshop für angehende SF- und Fantasy-Autoren und veröffentlichte 1973 ihre erste Kurzgeschichte Asclepius Has Paws in der von Robin Scott Wilson herausgegebenen Anthologie Clarion III.
Ihr erster, 1979 unter dem Pseudonym Sigfriour Skaldaspillir erschienener Roman Eric Brighteyes 2: A Witch's Welcome wird meist als Fortsetzung von Henry Rider Haggards sich an altisländische Erzählungen anlehnendem Roman Eric Brighteyes beschrieben, tatsächlich ist es eine Erzählung der gleichen Handlung wie Haggards Roman, nun aber aus dem Blickwinkel der Gegenspielerin des Haggardschen Helden Eric, der Zauberin Swanhild, die nun nicht mehr als böse Hexe, sondern als Frau mit nachvollziehbaren Motiven und Zielen erscheint.
Ihren zweiten Roman The Demon of Scattery (1979) schrieb sie zusammen mit dem bekannten SF-Autor Poul Anderson. Darin wird ein Drache zu Hilfe gerufen, um Irland vor einem Einfall der Wikinger zu beschützen. Im dritten Roman, Too Long a Sacrifice (1981), sind an dem Barden Tadgh MacNiall und dessen Frau, der Heilerin Maire ni Donnall, einem Paar aus dem Irland des 6. Jahrhunderts, in der Welt der Sidhe die Jahrhunderte vorübergezogen und sie tauchen nun auf im Irland der 1970er Jahre, in einer vom Konflikt zwischen Katholiken und Protestanten geprägten Welt. Die beiden Protagonisten sind zugleich Verkörperungen keltischer Gottheiten, die ebenso wie die Iren der Gegenwart einen nicht endenden Streit miteinander austragen. Der Roman wurde von Autoren wie Anne McCaffrey, Poul Anderson und Joan D. Vinge sehr positiv aufgenommen.
In den Jahren von 1973 bis 1987 schrieb Broxon drei Romane, die alle in deutscher Übersetzung vorliegen, und etwa 20 Kurzgeschichten, von denen einige ins Deutsche übersetzt wurden.

## Bibliografie
Romane
- als Sigfriour Skaldaspillir: Eric Brighteyes #2: A Witch's Welcome (1979)
  - Deutsch: Die Hexe von Orkney. Übersetzt von Sylvia Brecht-Pukallus. Fischer TB #2708 (Bibliothek der phantastischen Abenteuer). 1986, ISBN 3-596-22708-9.[1]
- mit Poul Anderson: The Demon of Scattery (1979) 
  - Deutsch: Die Schlange von Scattery. Übersetzt von Brigitte Borngässer. Bastei Lübbe TB #20051, 1983, ISBN 3-404-20051-9.
- Too Long a Sacrifice (1981)
  - Deutsch: Im Bann der Grünen Insel. Übersetzt von Marcel Bieger. Knaur SF&F #5769, 1983, ISBN 3-426-05769-7.

Kurzgeschichten
1973:
- Asclepius Has Paws (1973, in: Robin Scott Wilson (Hrsg.): Clarion III)

1974:
- Grow in Wisdom (1974, in: Vertex: The Magazine of Science Fiction, February 1975)
- The Night Is Cold, the Stars Are Far Away (1974, in: Terry Carr (Hrsg.): Universe 5)
- The Stones Have Names (1974, in: Terry Carr (Hrsg.): Fellowship of the Stars)
- Source Material (1974, in: Vertex: The Magazine of Science Fiction, February 1975)

1975:
- Dear Universal Gourmet (in: Vertex: The Magazine of Science Fiction, February 1975)
- Glass Beads (in: Vertex: The Magazine of Science Fiction, February 1975)
- To the Waters and the Wild (in: Vertex, July 1975)

1976:
- The Antrim Hills (1976, in: Susan Janice Anderson und Vonda N. McIntyre (Hrsg.): Aurora: Beyond Equality)

1977:
- The Book of Padraig (1977, in: Judy-Lynn del Rey (Hrsg.): Stellar #3)

1978:
- Singularity (in: Isaac Asimov’s Science Fiction Magazine, May-June 1978)
  - Deutsch: Ein einmaliges Ereignis. Übersetzt von Birgit Reß-Bohusch. In: Birgit Reß-Bohusch (Hrsg.): Isaac Asimovs Science Fiction Magazin 3. Folge. Heyne Science Fiction & Fantasy #3664, 1979, ISBN 3-453-30580-9. Auch als: Singularität. Übersetzt von Ruthild Rabius und Martin Rabius. In: Jerry Pournelle (Hrsg.): Black Holes. Bastei Lübbe Science Fiction Special #24012, 1980, ISBN 3-404-24012-X.
- Where Is Next Door? (1978, in: Roy Torgeson (Hrsg.): Chrysalis, Volume 2)
  - Deutsch: Die seltsamen Nachbarn. Übersetzt von Leni Sobez. In: Roy Torgeson (Hrsg.): Nick Adams letzter Aufstieg. Moewig (Playboy Science Fiction #6718), 1981, ISBN 3-8118-6718-0.
- In Time, Everything (1978, in: Roy Torgeson (Hrsg.): Chrysalis 3)
  - Deutsch: Alles zu seiner Zeit. Übersetzt von Wolfgang Crass. In: Hans Joachim Alpers (Hrsg.): Science Fiction Almanach 1981. Moewig Science Fiction #3506, 1980, ISBN 3-8118-3506-8. Auch als: Alles in der Zeit. Übersetzt von Leni Sobez. In: Roy Torgeson (Hrsg.): Die verdorbene Frau. Moewig (Playboy Science Fiction #6720), 1981, ISBN 3-8118-6720-2.

1980:
- Walk the Ice (1980)
  - Deutsch: Geh übers Eis. Übersetzt von Ronald M. Hahn. In: Ronald M. Hahn (Hrsg.): Cyrion in Bronze. Heyne Science Fiction & Fantasy #3965, 1983, ISBN 3-453-30897-2.

1981:
- Sea Changeling (in: Isaac Asimov’s Science Fiction Magazine, August 3, 1981)
  - Deutsch: Gezeitenwende. In: Friedel Wahren (Hrsg.): Isaac Asimovs Science Fiction Magazin 19. Folge. Heyne Science Fiction & Fantasy #4011, 1983, ISBN 3-453-30948-0.
- Strength (1981, in: Larry Niven (Hrsg.): The Magic May Return; mit Poul Anderson)

1982:
- Night of the Fifth Sun (in: Isaac Asimov’s Science Fiction Magazine, May 1982)
  - Deutsch: Die Nacht der Fünften Sonne. Übersetzt von Uwe Anton. In: Friedel Wahren (Hrsg.): Isaac Asimovs Science Fiction Magazin 25. Folge. Heyne Science Fiction & Fantasy #4222, 1985, ISBN 3-453-31201-5.

1985:
- Flux of Fortune (1985, in: Andre Norton und Robert Adams (Hrsg.): Magic in Ithkar 2)

1986:
- Storyknife (in: Amazing Stories, March 1986)

1987:
- First Do No Harm (1987, in: Andre Norton und Robert Adams (Hrsg.): Magic in Ithkar 4)